# Kościół bł. Piotra Jerzego Frassati w Lublińcu
Kościół rzymskokatolicki bł. Piotra Jerzego Frassati w Lublińcu – kościół wojskowy znajdujący się na terenie koszar Jednostki Wojskowej Komandosów.

## Historia
Parafia personalna, erygowana dekretem Biskupa Polowego WP z dnia 2 grudnia 1995 r. Posiada własny kościół na terenie koszar, ogólnodostępny wiernym w czasie nabożeństw. Należy do Parafii wojskowej bł. Piotra Jerzego Frassati w Lublińcu.